# 陈氏定理
陈氏定理是中国数学家陈景润于1966年发表的数论定理。这个定理用筛法证明了任何一个充分大的偶数都可以表示成两个素数的和或者一个素数及一个半素数（2次殆素数）的和。陈氏定理跟哥德巴赫猜想與孪生素数猜想有關。陈景润于1973年发表了详细证明过程。英国数学家海尼·哈伯斯坦姆和德国数学家汉斯-埃贡·黎希特在两人合著的《筛法》已经付印时注意到了陈景润的结果，之后在书中增加了一章与之相关的内容，并将章目命名为“陈氏定理”:320:120。

## 陈景润的表述
陈景润将命题“每一个充分大的偶数都能表示为一个素数及一个不超过a个素数的乘积之和”简记为(1,a)，将其主要结果之一表述为“每一充分大的偶数是一个素数及一个不超过两个素数乘积之和”，也就是(1,2)。
陈景润也作过命题(1,2)的一种等价表述:120-121：
所谓“陈氏定理”的“1+2”结果，通俗地讲，是指：对于任给一个大偶数{\displaystyle N}，那么总可以找到奇素数{\displaystyle p'},{\displaystyle p''}或{\displaystyle p_{1}},{\displaystyle p_{2}},{\displaystyle p_{3}}，使得下列两式至少有一个成立：
{\displaystyle N=p'+p''\quad \quad \mathrm {(\alpha )} }
{\displaystyle N=p_{1}+p_{2}p_{3}\quad \mathrm {(\beta )} }
 		
当然并不排除{\displaystyle \mathrm {(\alpha )} }、{\displaystyle \mathrm {(\beta )} }同时成立的情形，例如在“小”偶数时，若{\displaystyle N}=62，则可以有62=43+19以及62=7+5×11。

## 参閲
- 哥德巴赫猜想
- 陈景润
- 尤葛—理希定理
- 篩法